# Infecção transmitida verticalmente

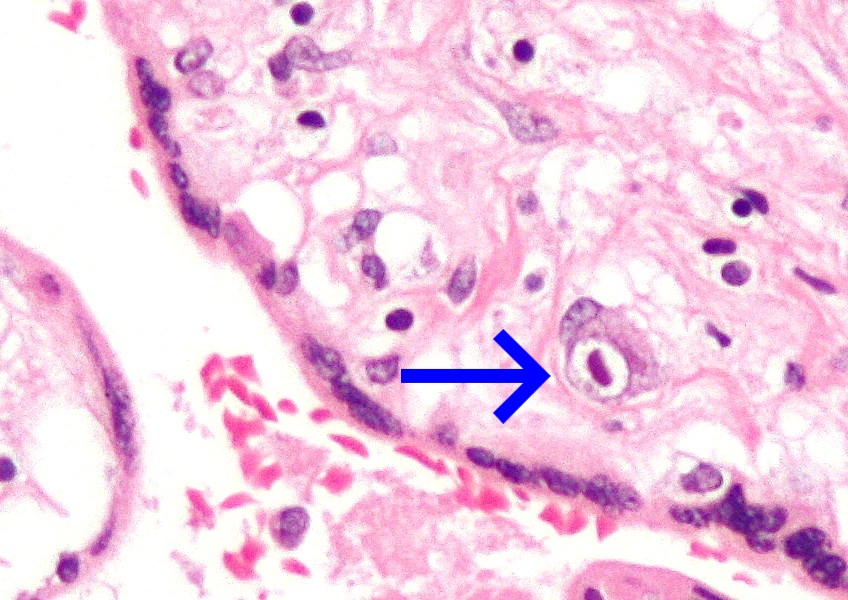
Micrografia de placentite por citomegalovírus (CMV). coloração H&E. CMV é uma infecção TORCH. Em comparação com a corioamnionite, a infecção TORCH é bastante incomum. Eles podem resultar em aborto (aborto espontâneo). As vilosidades na imagem têm inflamação marcada que é predominantemente linfocítica. Uma célula CMV característica é vista à direita do centro da imagem. Os glóbulos vermelhos que cercam as vilosidades coriônicas são maternos. Imagens relacionadas.

Uma infecção transmitida verticalmente é uma infecção causada por patógenos (como bactérias e vírus) que usam a transmissão de mãe para filho, ou seja, transmissão directa da mãe para o embrião, feto ou bebé durante a gravidez ou o parto. Pode ocorrer quando a mãe tem uma doença preexistente ou é infectada durante a gravidez. As deficiências nutricionais podem exacerbar os riscos de infecções perinatais.
As principais vias de transmissão de infecções transmitidas verticalmente são através da placenta (transplacentária) e através do trato reprodutivo feminino durante o parto. A transmissão também é possível através de rupturas na placenta, como por amniocentese ou trauma grave.

## Classificação
Uma infecção transmitida verticalmente pode ser chamada de infecção perinatal se for transmitida no período perinatal, que começa na idade gestacional entre as 22 e 28 semanas (com variações regionais na definição) e termina após os sete dias completos após o nascimento.